# Apathetic EP
Apathetic EP é o quinto EP da banda Relient K, lançado a 8 de novembro de 2005.
| Críticas profissionais                                                      | Críticas profissionais |
| Avaliações da crítica                                                       | Avaliações da crítica  |
| Fonte                                                                       | Avaliação              |
| --------------------------------------------------------------------------- | ---------------------- |
| Allmusic                                                                    | [ 1 ]                  |
| Jesus Freak Hideout                                                         | [ 2 ]                  |
| Cross Rhythms                                                               | [ 3 ]                  |
| Esta tabela precisa de ser acompanhada por texto em prosa. Consulte o guia. |                        |

## Faixas
Todas as faixas por Matt Thiessen.
1. "The Truth" — 3:18
2. "Apathetic Way To Be" — 3:21
3. "Be My Escape" (Acústico) — 4:02
4. "Which To Bury, Us Or The Hatchet" (Acústico) — 2:44
5. "Over Thinking" (Acústico) — 4:09
6. "In Like A Lion (Always Winter)" — 3:43
7. "The Thief" — 2:22

## Créditos
- Matt Thiessen — Vocal, guitarra, piano, órgão
- Matt Hoopes — Guitarra, vocal de apoio
- Dave Douglas — Bateria, vocal de apoio
- John Warne — Baixo, vocal de apoio
- Jon Schneck — Guitarra, banjo, bandolim, vocal de apoio